# Дедино (Тверская область)
Дедино — деревня в Торопецком районе Тверской области России. Входит в состав Подгородненского сельского поселения.

## География
Деревня расположена в южной части района. Расстояние до окраины Торопца (Окружной дороги) составляет 6,5 км, до центра (пересечения Советской и Октябрьской) 8 км. Ближайший населённый пункт — деревня Голостьяново.
Климат
Деревня, как и весь район, относится к умеренному поясу северного полушария и находится в области переходного климата от океанического к материковому. Лето с температурным режимом +15…+20 °С (днём +20…+25 °С), зима умеренно-морозная −10…−15 °С; при вторжении арктических воздушных масс до −30…-40 °С.
Среднегодовая скорость ветра 3,5—4,2 метра в секунду.

## История
На топографической карте Фёдора Шуберта, изданной в 1871 году, обозначена деревня Дедина. Имела 4 двора.
На карте РККА 1923—1941 годов обозначена деревня Дедино. Имела 15 дворов.

## Население
| 2010 |
| ---- |
| 0    |

В 2002 году население деревни составлял 1 человек.
Национальный состав
Согласно результатам переписи 2002 года, в национальной структуре населения русские составляли 100 % от жителей.